# Malecón

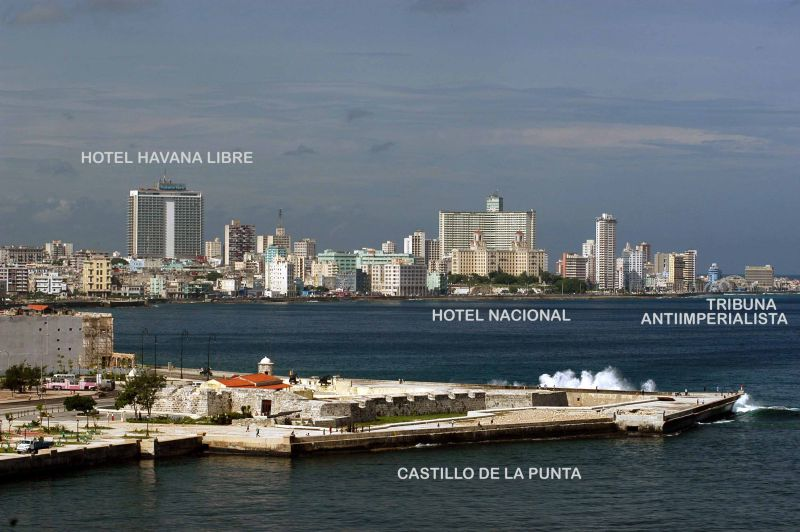
Voornaamste blikvangers op de Malecon

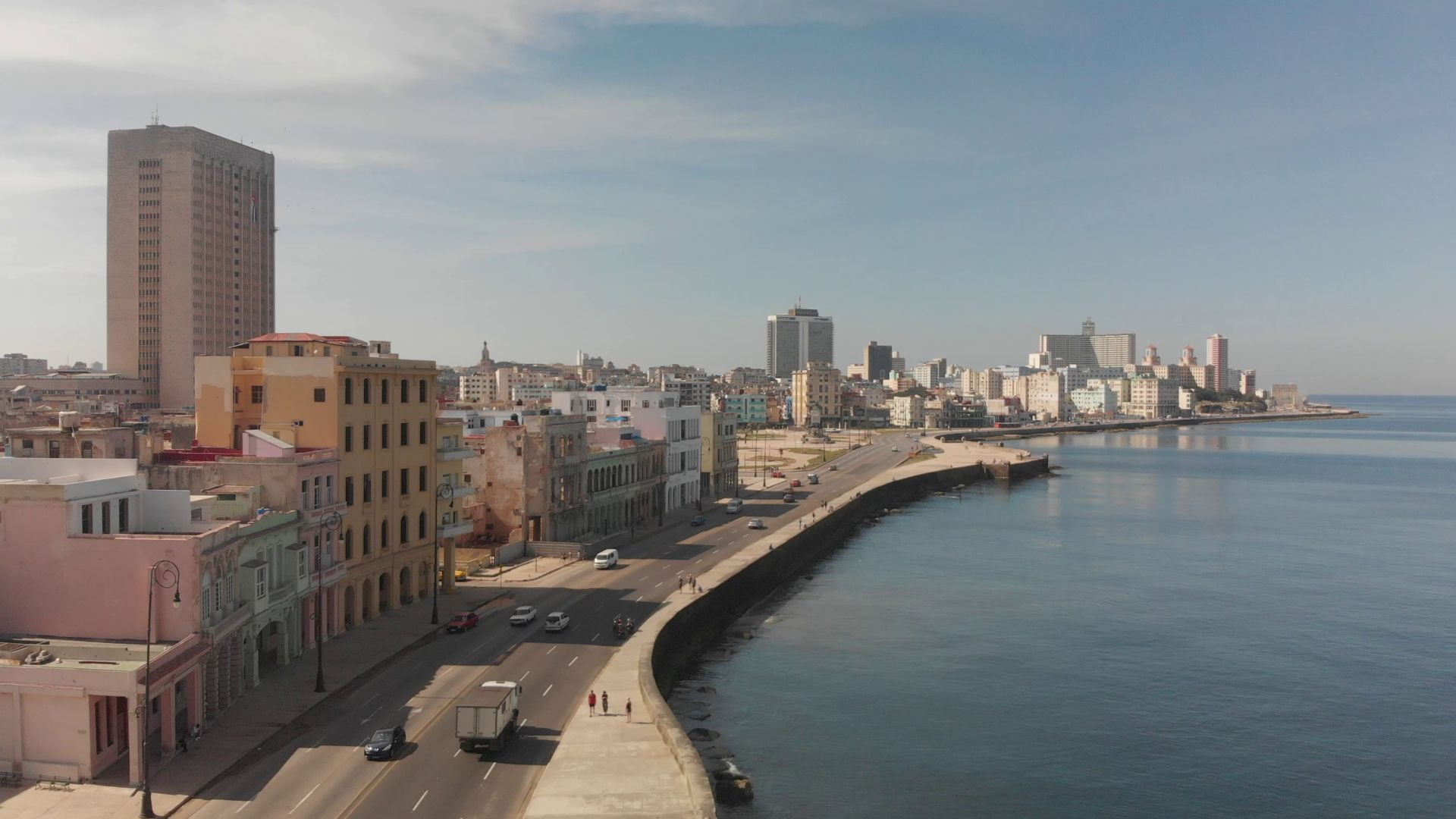
Malecón ter hoogte van Galiano (straat)

De Malecón is de beroemde, zeven kilometer lange boulevard langs de Straat Florida in Havana, Cuba. 
In 1901 werd tijdens het voorlopige bewind van de Amerikanen gestart met de aanleg van de Malecón. Er was nood aan een zeewering om de lager gelegen delen van de steeds groter wordende stad te behoeden voor overstromingen. Onder Leonard Wood werd het eerste deel gebouwd dat zich uitstrekte over een afstand van 500 meter van het Castillo San Salvador de la Punta tot aan de straat Crespo. In verschillende fases werd de Malecón steeds verder uitgebreid. Sinds 1959 reikt zij over een afstand van 7 km tot aan de Almendaresrivier.   
Bij ruig weer slaan metershoge golven over de rand van de Malecón. Sinds 2015 wordt nagedacht over een verhoging van de borstwering om te anticiperen op de stijging van de zeespiegel waarvoor gevreesd wordt door de verandering van het klimaat.
In oud Havana, dicht bij het Castillo de la Punta, staan het in 2019 geopende hotel SO/Paseo del Prado, het kariatidengebouw en een hele reeks gebouwen in verval. Verder weg van de oude stad loopt de boulevard langs Vedado, de moderne wijk van Havana met het hotel Habana Libre als blikvanger, passeert het monument voor de slachtoffers van de Maine, het hotel Nacional en ten slotte de Tribuna Anti-Imperialista, gelegen tegenover de Amerikaanse ambassade.